# Rheden
Rheden este o comună și o localitate în provincia Gelderland, Țările de Jos. Se află la o altitudine de 28 m deasupra nivelului mării. Are o suprafață de 84,39 km². Populația este de 43.525 locuitori, determinată în 1 ianuarie 2021, prin înregistrarea rezidenților[*].

## Localități componente
Velp, Dieren, Rheden, De Steeg, Ellecom, Spankeren, Laag Soeren.